# Aeroporto Internacional de Cuiabá
O Aeroporto Internacional de Cuiabá - Marechal Rondon (IATA: CGB, ICAO: SBCY) é um aeroporto internacional localizado no município de Várzea Grande, em Mato Grosso, distante oito quilômetros do centro de Cuiabá. É o principal aeroporto do estado e sendo o terceiro mais movimentado do Centro-Oeste do Brasil, segundo dados da Empresa Brasileira de Infraestrutura Aeroportuária.
Em seu interior, existem duas grandes obras de arte demonstrando as belezas do pantanal: um quadro do pintor Clóvis Irigaray mostrando um índio e um quadro de Daniel Dorileo mostrando uma arara-azul. As pinturas eram usadas para esconder a parte do terminal que seria ampliada e que, depois de concluídas as obras, acabaram por se tornar característica marcante do aeroporto.

## História
A aviação em Cuiabá começou em 1939 com a inauguração do aeródromo, onde hoje é a Vila Militar, em Cuiabá. Em 1942, foi criado em Cuiabá o distrito de obras do Ministério da Aeronáutica, e um novo aeroporto foi planejado. Várzea Grande foi escolhida para sediar esse novo aeroporto, por possuir melhores condições de operacionalidade que a capital estadual.
Em 1949, o terreno do aeroporto foi doado pelo governo estadual ao ministério, e a pista de pousos foi inaugurada em 1956. O terminal de passageiros funcionou precariamente na sede do canteiro de obras até 1964, quando o novo terminal foi construído. Em fevereiro de 1975, a Empresa Brasileira de Infraestrutura Aeroportuária assumiu a administração do aeroporto e deu início à execução de várias obras para atender às necessidades do complexo aeroportuário.
A partir de 1996, o Aeroporto Marechal Rondon tornou-se internacional. Como o movimento aéreo cresceu mais que a capacidade de operação do aeroporto, um novo terminal começou a ser construído em 2000, e obras de modernização no pátio de aeronaves e na pista de pouso foram feitas. Em 2005 foram mais de 880 mil passageiros que passaram pelo terminal, enquanto que a capacidade prevista era de 580 mil.[carece de fontes?]
Em 30 de junho de 2006 foi inaugurado o novo terminal, aumentando a capacidade para um milhão de passageiros por ano. Entretanto, as obras não acabaram. O antigo terminal seria demolido, com a ampliação do novo complexo. Essa ampliação era necessária, uma vez que era esperado que o aeroporto atingisse a capacidade máxima prevista ainda em 2006, com um crescimento de dez por cento no movimento em relação a 2005.[carece de fontes?]
Em 2011, o movimento ultrapassou todas as expectativas: foram mais de 2,6 milhões de passageiros, chegando a superar o limite do aeroporto, que era de um milhão. Por esse e por outros fatores, como a Copa 2014, foi prevista uma nova ampliação do complexo aeroportuário da região metropolitana de Cuiabá.

## Privatização
O Governo Federal confirmou em agosto de 2017 a privatização deste e outros quatro aeroportos de Mato Grosso (Sinop, Alta Floresta, Barra do Garças e Rondonópolis). Esperava-se que o leilão ocorresse em setembro de 2018.

## Infraestrutura

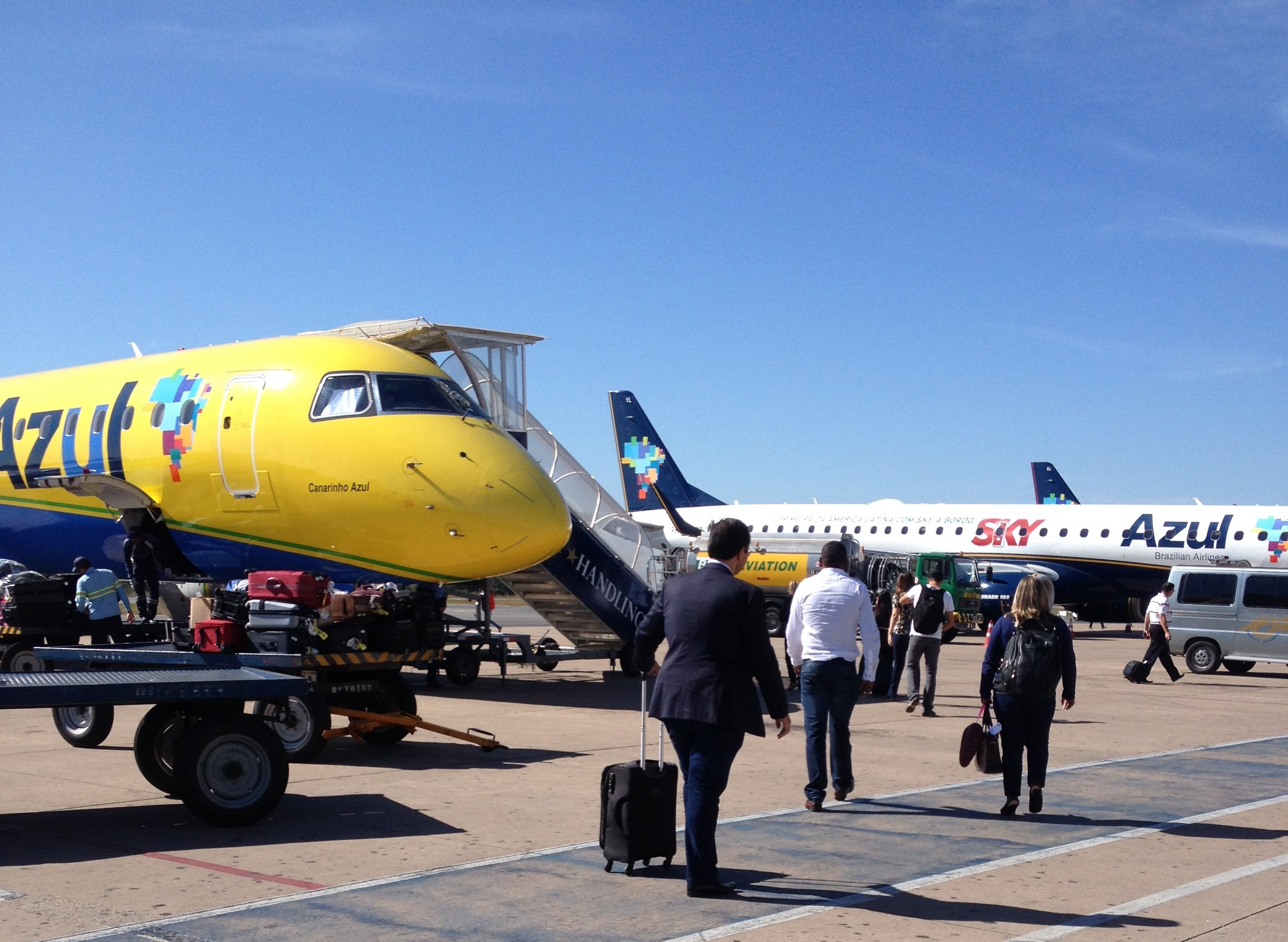
Aeronaves no Aeroporto

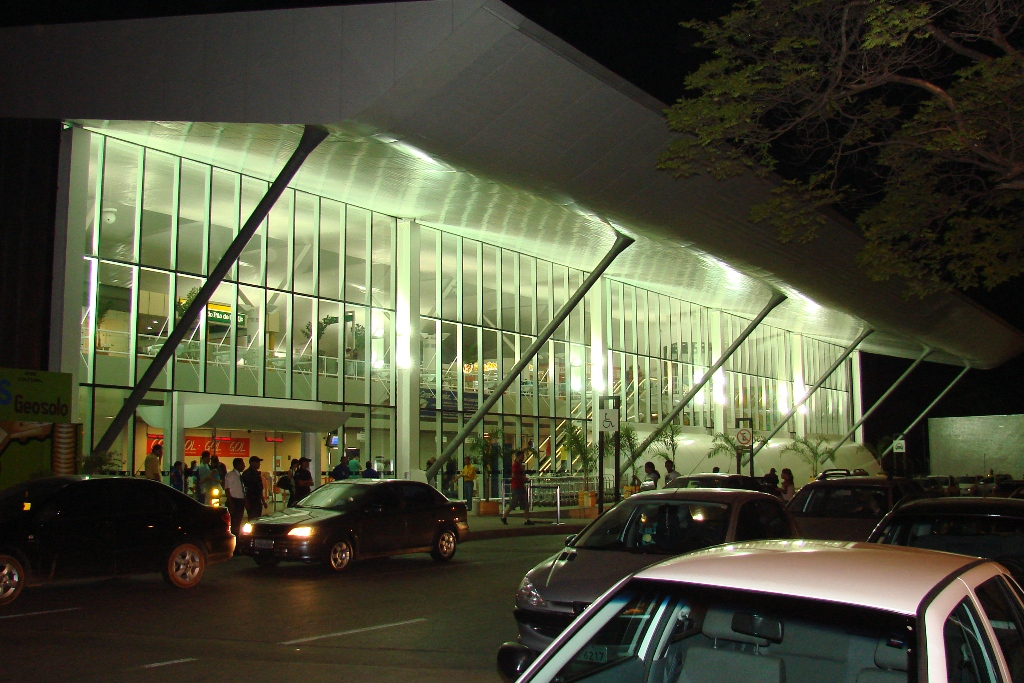
Vista noturna externa

Atualmente, o complexo conta com um terminal de passageiros amplo, com dois pisos, praça de alimentação, lojas, juizado de menores, câmbio, terraço panorâmico, Correios, locadoras, lanchonetes, elevadores, escadas rolantes e climatização. Há também o terminal de logística de carga, que movimentou mais de quatro mil toneladas em 2005.[carece de fontes?]
| Item                            | Valor      |
| ------------------------------- | ---------- |
| Sítio aeroportuário (em ha)     | 728        |
| Pátio de aeronaves (em m²)      | 51 756     |
| Estacionamento de aeronaves     | 12         |
| Terminal de passageiros (em m²) | 13 752     |
| Balcões de check-in             | 16         |
| Elevadores                      | 3          |
| Escadas rolantes                | 4          |
| Espaços comerciais              | 46         |
| Estacionamento                  | 927        |
| Capacidade instalada            | 5,7 milhão |

### Movimento

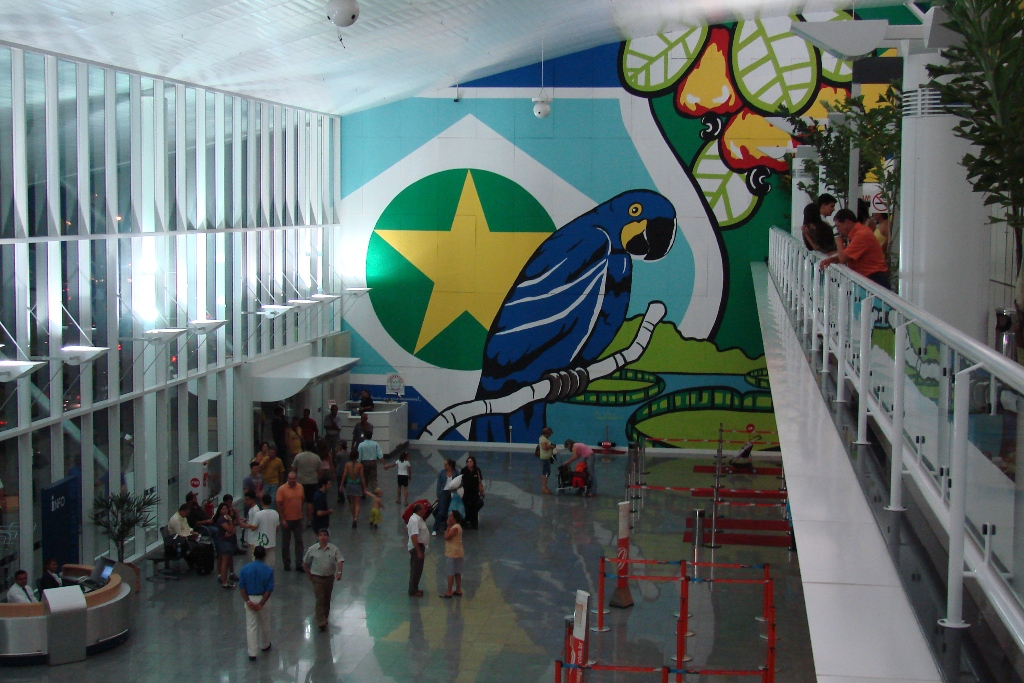
Vista interna do Aeroporto Internacional Marechal Rondon. A pintura, que tem, como tema, o Pantanal, na verdade esconde a parte que está para ser ampliada.

O aeroporto tem operado com cerca de 95 pousos e decolagens diárias e cerca de 930 mil passageiros (em 2006). Em 2007, com a entrada de novos voos e companhias aéreas, o movimento ultrapassou a marca histórica de um milhão de passageiros por ano. Em 2010, o movimento foi de 2 138 886 passageiros. Durante 2014, ano de Copa do Mundo, o aeroporto movimentou 3 300 489 passageiros.[carece de fontes?]
| Ano  | Movimento (passageiros) |
| ---- | ----------------------- |
| 2003 | 629 290                 |
| 2004 | 704 567                 |
| 2005 | 880 256                 |
| 2006 | 931 431                 |
| 2007 | 1 254 825               |
| 2008 | 1 396 164               |
| 2009 | 1 671 704               |
| 2010 | 2 138 886               |
| 2011 | 2 551 120               |
| 2012 | 2 761 588               |
| 2013 | 2 995 679               |
| 2014 | 3 300 489               |
| 2015 | 3 306 480               |
| 2016 | 2 840 559               |
| 2017 | 2 882 450               |
| 2018 | 3 005 165               |
| 2019 | 2 903 814               |

## Complexo Aeroportuário
- Sítio Aeroportuário
  - Área: 7 276 919,98 m²
- Pátio das Aeronaves
  - Área: 51 756,00 m²
- Pista
  - Dimensões (m): 2 300 x 45
  - Resistência da Pista: 46/F/B/X/U
- Terminal de Passageiros
  - Área (m²): 5 600
- Estacionamento
  - Capacidade: 405 vagas
- Estacionamento de Aeronaves 
  - Nº de Posições: 16

## Serviços
- Anvisa
- ANAC (SAC)
- Caixas Eletrônicos (ATM)
- Correios
- Fraldário
- Juizado Infância e Juventude
- Polícia Federal